# Uwe Schünemann

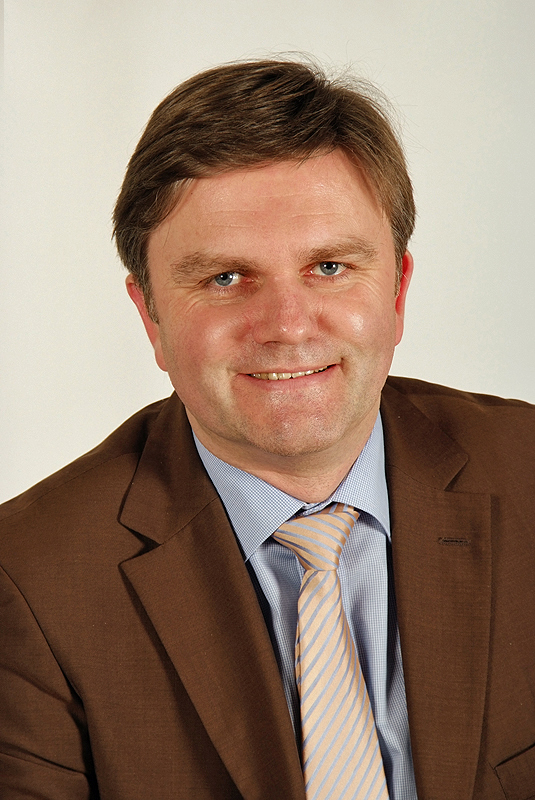
Uwe Schünemann im Jahr 2009

Uwe Schünemann (* 8. August 1964 in Stadtoldendorf, Kreis Holzminden) ist ein deutscher Politiker der CDU. Von 2003 bis 2013 war er Niedersächsischer Minister für Inneres und Sport. Seit 1994, mit einer Unterbrechung zwischen Februar 2013 und Juli 2014, ist er Mitglied im Niedersächsischen Landtag.

## Leben

### Ausbildung und berufliche Tätigkeit
Schünemann besuchte von August 1974 bis Juni 1984 das Gymnasium an der Wilhelmstraße in Holzminden und machte dort das Abitur. Von August 1984 bis Juni 1985 war er an der Höheren Handelsschule für Abiturienten an den Kaufmännischen Schulen in der Nachbarstadt Höxter. Von August 1985 bis Juli 1987 absolvierte er eine Ausbildung zum Industriekaufmann bei dem Duft- und Riechstoffproduzenten Haarmann & Reimer GmbH. Danach leistete er von Oktober 1987 bis Dezember 1988 seinen Grundwehrdienst beim Pionierbataillon 1 in Holzminden ab. Anschließend war er bis Juni 1994 als Key Account Manager (Südostasien) bei Haarmann & Reimer (H&R) tätig.

### Politische Laufbahn

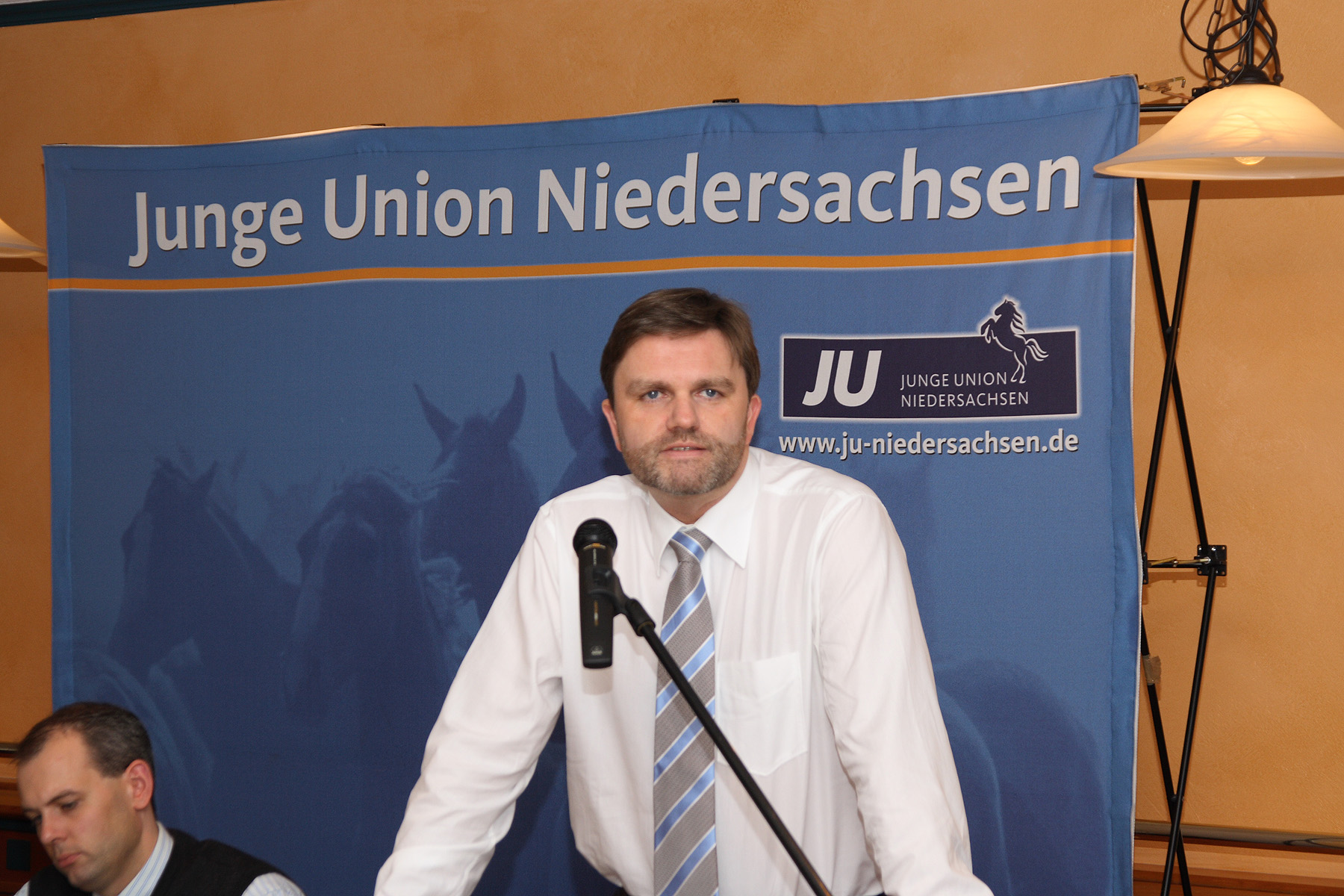
Uwe Schünemann im Jahr 2006

Schünemann trat 1979 der Jungen Union bei und wurde 1984 Mitglied der CDU. Von November 1986 bis November 2011 und seit 2016 ist er Mitglied des Stadtrates von Holzminden, von 1990 bis 1999 Vorsitzender des CDU-Stadtverbandes, von November 1996 bis November 1999 war er Bürgermeister der Stadt Holzminden, danach stellvertretender Bürgermeister. Von 1996 bis November 2011 und seit 2016 ist Schünemann Kreistagsabgeordneter im Landkreis Holzminden und zurzeit Fraktionsvorsitzender. Von 1997 bis 2013 stand er dem CDU-Kreisverband Holzminden vor. Am 2. September 2018 wurde Uwe Schünemann zum Vorsitzenden des CDU-Bezirksverbandes Hildesheim gewählt.
Von Juni 1994 bis Februar 2013 gehörte Schünemann dem Niedersächsischen Landtag an und war in dieser Zeit unter anderem Vorsitzender des Ausschusses für Jugend und Sport, Fraktionssprecher für Erwachsenenbildung und Fraktionssprecher für Innenpolitik. Bei der Landtagswahl in Niedersachsen 1998 verlor er mit 34,6 Prozent der Erststimmen den Landtagswahlkreis Holzminden an den SPD-Landtagsabgeordneten Ernst-August Wolf und kam durch die CDU-Landesliste in den Landtag.
Schünemann war von März 2000 bis März 2003 parlamentarischer Geschäftsführer der CDU-Landtagsfraktion.
Bei der Landtagswahl 2003 gewann Schünemann den Wahlkreis mit 49,3 Prozent der Erststimmen, während Wolf nur 41,1 Prozent erhielt. Am 4. März 2003 wurde er im Kabinett Wulff unter Ministerpräsident Christian Wulff (CDU) zum Niedersächsischen Minister für Inneres und Sport ernannt und Mitglied des Bundesrates.
Bei der Landtagswahl in Niedersachsen 2008 verteidigte Schünemann den Wahlkreis mit 47,6 Prozent gegen Sabine Tippelt (SPD), die 36,7 Prozent erreichte. Im Kabinett Wulff II behielt er sein Ministeramt. Auch im neuen Kabinett McAllister ab Juni 2010 unter Ministerpräsident David McAllister (CDU) behielt er das Amt des Minister für Inneres und Sport.
Bei der Landtagswahl am 20. Januar 2013 verlor Schünemann den Landtagswahlkreis Holzminden mit 40,6 Prozent der Erststimmen an die SPD-Kandidatin Sabine Tippelt mit 42,56 Prozent. Da die CDU keine Mandate über die Landesliste vergeben konnte, verlor Schünemann damit nach 18 Jahren sein Mandat im Niedersächsischen Landtag und wegen des am 19. Februar 2013 vollzogenen Regierungswechsels auch sein Ministeramt.
Im Herbst 2013 kandidierte Schünemann bei der Landratswahl im Landkreis Hameln-Pyrmont für die CDU. Wichtigster Gegenkandidat war Tjark Bartels von der SPD. Die Wahl fand am 22. September 2013 statt. Am 6. Oktober kam es zur Stichwahl, die Bartels gewann mit 59,85 % der Stimmen. Schünemann erhielt 40,15 % der Stimmen.
Im Dezember 2013 nominierte ihn der CDU-Stadtverband von Höxter als Kandidaten für die Bürgermeisterwahl am 25. Mai 2014. Mit dem in Höxter bislang schlechtesten Ergebnis eines CDU-Kandidaten im ersten Wahlgang von 34,4 % der Stimmen musste er sich einer Stichwahl stellen. Diese verlor er am 15. Juni 2014 mit 42,04 % der Stimmen gegen den Amtsinhaber Alexander Fischer (SPD) mit 57,96 %.
Nach dem plötzlichen Tode des Abgeordneten Norbert Böhlke rückte Schünemann im Juli 2014 wieder in den Niedersächsischen Landtag nach. Bei der Landtagswahl 2017 konnte Schünemann den Wahlkreis Holzminden zwar nicht wiedererringen. Er zog jedoch über die Landesliste in den Landtag ein und wurde zum stellvertretenden Vorsitzenden der CDU-Fraktion gewählt; sein Zuständigkeitsgebiet umfasst die Innen- und die Rechtspolitik. Bei der Landtagswahl 2022 zog er erneut über die Landesliste in den Landtag ein. Dort ist er in der CDU-Landtagsfraktion nunmehr Stellvertretender Parlamentarischer Geschäftsführer.

### Sonstiges Engagement
Als Innenminister des Landes Niedersachsen war Uwe Schünemann gleichzeitig Vorsitzender des Vereins Internationale Niedersachsen-Rundfahrt.
Schünemann spielte beim MTV Altendorf jahrelang Basketball und erreichte mit diesem Verein die Bezirksoberliga.
Bei dem jährlich stattfindenden Einheitscup, einer Drachenbootregatta anlässlich des Tages der Deutschen Einheit, nahm Schünemann aktiv von 2007 bis 2012 zusammen mit dem All Sports Team Hannover teil.
Schünemann ist Initiator der Niedersächsischen Lottosportstiftung und war von 2009 bis 2013 Vorsitzender des Stiftungsrates. Von 2004 bis 2008 war er Mitglied des Aufsichtsrates der Investitions- und Förderbank Niedersachsen. Von 1996 bis 2011 sowie seit 2016 ist Schünemann Mitglied im Rat der Stiftung Evangelisches Krankenhaus Holzminden.
Im November 2018 wurde Uwe Schünemann zum Präsidenten des Niedersächsischen Leichtathletik-Verbandes gewählt.

### Familie
Während seiner Tätigkeit bei Haarmann & Reimer lernte Schünemann seine spätere Ehefrau kennen. Diese war dort als Kosmetikerin tätig und bewog ihn später zur Kandidatur für den Landtag. Zur Familie Schünemann gehören ein Sohn und eine Tochter.

## Politische Positionen
Schünemann ist neben dem ehemaligen hessischen Innenminister und ehemaligen Ministerpräsidenten Volker Bouffier (CDU) oder dem ehemaligen brandenburgischen Innenminister Jörg Schönbohm (CDU) ein Vertreter einer restriktiven Innenpolitik und so beispielsweise Verfechter einer erheblichen Ausweitung der Videoüberwachung.

### Ausschluss der NPD von der Parteienfinanzierung
Im Jahr 2008 stellte Schünemann zusammen mit dem Rechtswissenschaftler Volker Epping ein Gutachten zum Ausschluss der NPD von der staatlichen Parteienfinanzierung der Bundespressekonferenz vor. Sofern einer Partei verfassungsfeindliche Bestrebungen nachgewiesen werden können, sollte eine staatliche Förderung ausgeschlossen sein. Die  vorgeschlage Verfassungsänderung erntete heftige Kritik. Nach dem erneuten Scheitern des NPD-Verbotsverfahren im Jahr 2017 schlug das Bundesverfassungsgericht diese Möglichkeit vor. Daraufhin stimmten Bundestag und Bundesrat einem solchen Gesetz und der Verfassungsänderung zu.

### Telekommunikation und Neue Medien

#### Präventive Telefonüberwachung
Im Gesetz zur Änderung des Niedersächsischen Gefahrenabwehrgesetzes vom 11. Dezember 2003 setzte Schünemann die Erlaubnis einer präventiven Telefonüberwachung durch. Das Bundesverfassungsgericht erklärte diese Regelung am 27. Juli 2005 für verfassungswidrig und nichtig (1 BvR 668/04). Das Gericht monierte, das Land Niedersachsen habe die Anforderungen an die Bestimmtheit und Verhältnismäßigkeit von gesetzlichen Ermächtigungen zur Verhütung und zur Vorsorge für die Verfolgung von Straftaten durch Maßnahmen der Telekommunikationsüberwachung nicht hinreichend berücksichtigt.
Im November 2010 wiederholte Schünemann diese Forderung und weitete sie auf den Bereich der digitalen Kommunikation aus. Im Rahmen eines von ihm anlässlich einer Innenministerkonferenz ausgearbeiteten 17-Punkte-Sofortprogramms zur Terrorbekämpfung forderte Schünemann neben der präventiven Telefon- und Emailüberwachung auch ein Verbot von Mobiltelefonie und Computern für islamische Gefährder.

#### Kinderpornografie im Internet
Im Dezember 2008 forderte Schünemann, dass Internet-Provider künftig ihre Kunden vertraglich dazu verpflichten, eine Filter-Software zu installieren, die den Zugang zu kinderpornografischen Inhalten blockiert. Er unterstützt ausdrücklich den Versuch von Familienministerin Ursula von der Leyen (CDU), Internetseiten zur Bekämpfung der Kinderpornografie zu sperren (vgl. Zugangserschwerungsgesetz). Im zweiten Schritt  forderte Schünemann den Bund auf, entsprechende Änderungen im Telemediengesetz zu prüfen, um die Installation der Filtersoftware bundesweit vorzuschreiben. Er forderte, die Sperren auf Jugendpornografie auszuweiten.
Schünemann attackierte die Netzsperren ausdrücklich ablehnende Justizministerin Sabine Leutheusser-Schnarrenberger (FDP). In Zusammenhang erklärte er unter anderem: „Die Justizministerin schützt durch ihre ideologische Blockadehaltung Pädophile und Terroristen und wird damit selber zu einem Sicherheitsrisiko in unserem Land“.
Im Februar 2010 distanzierte sich die Bundesregierung von dem Gesetzesvorhaben. Der damalige Bundespräsident Horst Köhler (CDU) hatte sich  geweigert, das Gesetz zu unterzeichnen. Am 5. April 2011  beschloss die Bundesregierung, die Aufhebung des Zugangserschwerungsgesetzes.
Im November 2009 gründete Schünemann mit Teilen der IT-Wirtschaft, der Wissenschaft, Ärztevertretern und den Opferschutzverbänden das Bündnis White IT. Eine ganzheitlichen Strategie zur Bekämpfung von Kinderpornographie im Internet sollte entwickelt werden, welche von der Prävention über die Strafverfolgung bis zur Hilfe für die Opfer reichen sollte und sich zur Realisierung technischer, rechtlicher und politischer Instrumente bedienen sollte.

#### Vorratsdatenspeicherung
Schünemann ist ein Befürworter der Vorratsdatenspeicherung. Nachdem das Bundesverfassungsgericht die ursprüngliche Regelung verworfen hatte, behauptete er während des auf Koalitionsbeschlüssen fußenden Memorandums im März 2011, allein in seinem Bundesland seien seit dem Sommer 2010 527 Straftaten nicht aufgeklärt worden, da die entsprechenden Vorschriften nicht in Kraft seien. Hierbei nannte er schwere Straftaten, die teilweise in Zusammenhang mit Kinderpornografie und Tötungsdelikten stehen sollten. In diesem Kontext erklärte er weiterhin, die „langwierige Debatte um das Thema Datenspeicherung“ sei „nicht verständlich“, und unterstrich dies mit der Aussage: „Unsere Geduld ist mittlerweile wirklich am Ende.“ Schünemann forderte „eine Mindestspeicherdauer von sechs Monaten“. Im Mai 2011 musste Schünemann auf Anfrage jedoch vor dem niedersächsischen Landtag zugeben, dass auch ohne Vorratsdatenspeicherung kein erheblicher Rückgang der Aufklärungsquote feststellbar sei. Schünemann begründete dies u. a. mit der erst zeitlich verzögert einsetzenden Wirkung des Wegfalls der Vorratsdatenspeicherung, da für viele Verfahren noch vor Verbot der Vorratsdatenspeicherung erhobene Daten zur Verfügung stünden. Schünemann befürwortete die Einführung einer Vorratsdatenspeicherung weiterhin.

#### White IT und Überwachungsmaßnahmen auf privaten Rechnern
Auf der Cebit 2012 stellte Schünemann, zusammen mit einem Münchner IT-Unternehmen, eine für das Bündnis gegen Kinderpornografie White IT entwickelte Edition einer Softwaresuite zur Überwachung von PCs vor. Diese basiert auf einem Endpoint-Security- und Device-Control-Produkt des Unternehmens. Das Konzept sieht vor, dass die auf den Rechnern von Endanwendern installierte Software deren Dateien beim Öffnen automatisch auf strafrechtlich relevante Inhalte abgleicht. Grundlage der per Hashwerte stattfindenden Überprüfung ist hierbei eine externe Datenbank, auf deren Inhalte die Software automatisch per Internet zugreift. Falls die vorgegebenen Hashwerte auf dem lokalen System auftauchen, kann eine automatische Löschung oder Veränderung der überprüften Daten stattfinden. Das Konzept sieht vor, dass Behörden die Hashwerte liefern und regelmäßig aktualisieren.

Das von Schünemann gegründete und von Microsoft mitgesponserte Bündnis „White IT“ führt nach eigenen Angaben Gespräche mit Microsoft, um eine generelle Verankerung entsprechender Mechanismen in den Betriebssystemen des weltweit größten Herstellers zu erreichen. Microsoft soll sie so zukünftig als festen Teil von Microsoft Windows ausliefern. Entsprechende Konzepte von White IT wurden in der öffentlichen Diskussion unter anderem dafür kritisiert, dass sie eine neue Kontroll- und Überwachungsstruktur zu etablieren scheinen.

#### Verbot von „Killerspielen“
Im Juni 2006 forderte Schünemann ein Verbot gewalthaltiger Computer- und Videospiele, sogenannter „Killerspiele“. In diesem Zusammenhang forderte er ebenfalls eine stärkere Kontrolle der unabhängigen Prüfstelle USK. Ein Herstellungs- und Verbreitungsverbot für extreme Gewaltdarstellungen sei dringend notwendig. Obwohl Deutschland im internationalen Vergleich eines der Länder mit den strengsten Regeln zur Jugendfreigabe von Medien ist, tritt Schünemann ausdrücklich für eine Verschärfung der bestehenden Regelungen ein. In einem Interview zu dem Thema konnte er kein konkretes gewaltverherrlichendes Onlinespiel nennen, auf das er sich ausdrücklich bezieht. Als Inspiration zu seinem Vorstoß nannte er Recherchen des ZDF-Magazins „Frontal21“. Wissenschaftliche Belege für eine gefährliche Wirkung von Computerspielen bezeichnete er als überflüssig, etwa für „Spiele, in denen man Frauen verstümmeln kann.“ Schünemann wurde in diesem Zusammenhang wiederholt kritisiert. Unter anderem vertraten einige Autoren die Auffassung, dass er mit der Behauptung agiere, dass in diesem Bereich Stimulations- und Nachahmungseffekte existierten, für die dann nachträglich Belege gesucht würden. Das niedersächsische Innenministerium und das von Christian Pfeiffer geleitete Kriminologische Forschungsinstitut Niedersachsen e. V. (KfN) untersuchten 2007 gemeinsam mögliche Verschärfungen des Jugendschutzes in Bezug auf „Killerspiele“.
Am 13. April 2007 fordert Schünemann die Schaffung einer rein staatlichen Prüfstelle für Computerspiele, da die Unterhaltungssoftware Selbstkontrolle (USK) seiner Einschätzung nach versagt habe. Die Forderung umfasste den Zusammenschluss der Bundesprüfstelle für jugendgefährdende Medien (BPjM) mit der Unterhaltungssoftware Selbstkontrolle (USK). Weiterhin forderte der Politiker, zu der entsprechenden Entscheidungsfindung sollten auch Kriminologen herangezogen werden.

### Maßnahmen zur Terrorbekämpfung
Im Zuge vereitelter Anschläge auf deutsche Züge im Juli 2006 und der daraufhin folgenden Diskussion über Maßnahmen zur Terrorbekämpfung forderte Schünemann neben der Ausweitung der Videoüberwachung auch auf „belebte Plätze in den Innenstädten“, ähnlich wie SPD-Innenpolitiker Dieter Wiefelspütz, die Aufnahme von Angaben zur Religionszugehörigkeit, Vorstrafen, Beruf und Aufenthalten in Ausbildungslagern in die sogenannte „Anti-Terror-Datei“. Diese solle generell möglichst „flexibel“ gestaltet sein und auch ein freies Textfeld für „besondere Erkenntnisse“ enthalten, da diese sonst „nichts bringe.“
Weiterhin wiederholte er seine Forderung nach der Einführung der „elektronischen Fußfessel“ für „gefährliche Ausländer, die nicht abgeschoben werden können.“ Ebenso sprach er sich für eine vorbeugende Telefonüberwachung bei Terrorismusverdacht aus, wozu eine Änderung der Polizeigesetze notwendig würde.
Einen Schritt weiter als mit der Forderung nach Änderung von Gesetzen ging er mit der Forderung, die große Koalition „sollte sich Gedanken über eine Verfassungsänderung machen“, da er es beklagenswert finde, dass das Bundesverfassungsgericht die Anwendung der Rasterfahndung und des „Großen Lauschangriffs“ – für ihn „wirksame Instrumente im Kampf gegen den Terror“ – eingeschränkt habe.
In diesem Zusammenhang mahnte der schleswig-holsteinische Amtskollege Ralf Stegner (SPD) Besonnenheit statt Aktionismus an und forderte, die „Sheriff-Attitüde abzulegen.“
Im Oktober 2006 forderte Schünemann, im Anschluss an eine erfolgreiche Verhaftung eines Terrorismusverdächtigen, schließlich auch ein „Verbot des Herunterladens von Hassbotschaften“ aus dem Internet. Dieses sollte man „ähnlich bestrafen wie die Verbreitung, den Erwerb und den Besitz kinderpornographischer Schriften.“
Im Dezember 2007 forderte er die heimliche Durchsuchung von Wohnungen durch die Polizei.
Im Mai 2012 forderte Schünemann im Nachrichtenmagazin der Spiegel nach Attacken von Salafisten auf Polizisten, das Bundesverfassungsgericht müsse prüfen, ob die Meinungsäußerung von Hasspredigern, die aggressiv-kämpferisch gegen die deutsche Verfassung vorgingen, eingeschränkt werden könne. Der Berliner Innensenator Frank Henkel (CDU) äußerte sich zurückhaltend auf die Forderung Schünemanns. Henkel erklärte in diesem Zusammenhang: „Wir können nicht die Freiheit verteidigen, indem wir selbst wichtige Grundwerte preisgeben“.

### Bleiberecht und Asylpolitik
Schünemann setzt sich für die stärkere Berücksichtigung einer gelungenen Integration bei von Abschiebung bedrohten jungen Menschen und ihrer Eltern ein. Entscheidender Faktor soll dabei die schulische Leistung sein.
In seiner Funktion als Innenminister bestand Schünemann auf der Abschiebung einer Iranerin, die aus ihrem Heimatland geflüchtet war und wegen der Ehescheidung von ihrem muslimischen Mann und dem Übertritt zum Christentum bei erfolgter Abschiebung in den Iran von einer Verurteilung zur Steinigung bedroht gewesen wäre. Der Niedersächsische Landtag rollte den Fall nach massiven Protesten von Menschenrechtsgruppen und Kirchenvertretern, z. B. der Landesbischöfin Margot Käßmann, kurz vor der drohenden Abschiebung auf und entschied zu Gunsten der Betroffenen als Härtefall.

### Elektronische Fußfesseln und Bürgerstreifen
Schünemann forderte unter anderem elektronische Fußfesseln für „3000 gewaltbereite Islamisten in Deutschland“, die ohne richterlichen Beschluss angewendet werden dürfen sollen. Der niedersächsische Landesdatenschutzbeauftragte Burckhard Nedden bezeichnete Schünemann in diesem Zusammenhang als „sicherheitspolitischen Überzeugungstäter“.
Weiterhin vertrat er die Einführung kommunal bezahlter „Bürgerstreifen“ nach Vorbild der USA.

### Verpflichtender Heimatschutzdienst für Männer
In der Diskussion über die Aussetzung der Wehrpflicht setzte sich Schünemann dafür ein, dass junge Männer verpflichtend ein „Heimatschutzjahr“ ableisten müssen. Er befürchtet ansonsten hohe Mehrkosten für den Katastrophenschutz. Schünemann hat diesbezüglich im Gegensatz zum Bundesministerium für Verteidigung keine verfassungsrechtlichen Bedenken.

### Abschuss von Frachtflugzeugen
Im November 2010 stellte Schünemann als Reaktion auf vereitelte Paketbombenanschläge die Forderung auf, durch ein neues Luftsicherheitsgesetz bei terroristischen Angriffen den Einsatz der Bundeswehr im Inland zu ermöglichen. Die Bundeswehr solle Frachtflugzeuge mit einer Bombe an Bord notfalls abschießen dürfen. Das Bundesverfassungsgericht hatte 2006 in seinem Urteil eine frühere Regelung, welche den Abschuss von entführten Flugzeugen erlaubt hatte, für verfassungswidrig und nichtig erklärt.

## Überwachungsmaßnahmen durch den Verfassungsschutz
Ende September 2013 erklärte das niedersächsische Innenministerium, dass der niedersächsische Verfassungsschutz während Schünemanns Amtszeit als zuständiger Minister eine Mitarbeiterin der Landtagsfraktion von Bündnis 90/Die Grünen habe beobachten lassen, weil diese an Demonstrationen gegen Castor-Transporte und Rechtsextremismus teilgenommen hatte.
Zuvor war offiziell mitgeteilt worden, Stichproben hätten ergeben, dass der niedersächsische Verfassungsschutz Informationen über Journalisten gesammelt hatte, (unter anderem Andrea Röpke) denen auf ihre persönlichen Anfragen mitgeteilt worden war, es gebe keine Daten über sie.
Die hannoversche Staatsanwaltschaft erklärte im Oktober 2013 gegenüber der Hannoverschen Allgemeinen Zeitung, dass sie nach einer Anzeige eines Göttinger Anwalts in dieser Sache „keine zureichenden tatsächlichen Anhaltspunkte für strafrechtliches Verhalten gefunden“ habe.

## Big Brother Award 2003 und 2011
Im Jahr 2011 erhielt Schünemann den Negativpreis Big Brother Award in der Kategorie Politik,
da er im November 2010 auf einer Demonstration gegen den Castor-Transport den „ersten nachgewiesenen polizeilichen Einsatz einer Überwachungsdrohne bei politischen Versammlungen“ veranlasst hatte. Dies verletzte laut FoeBuD, dem Verein zur Förderung des öffentlichen bewegten und unbewegten Datenverkehrs, der für die Preisverleihung verantwortlich ist, die Persönlichkeitsrechte der Demonstranten und könne eine einschüchternde und abschreckende Wirkung haben.
Schünemann hatte die Negativauszeichnung schon einmal im Jahr 2003 erhalten, damals für „die Forderung nach präventiver Überwachung von E-Mails und Telefongesprächen“.

## Auszeichnungen
- Dezember 2006: „Pro Ehrenamt“ verliehen durch den Deutschen Olympischen Sportbund[50]
- Juni 2011: Schlesierschild der Landsmannschaft Schlesien[51]
- November 2015: Ehrengabe des Landessportbundes Niedersachsen[52]